# パパとあるこう
「パパとあるこう」は、日本の楽曲。石原裕次郎と太田裕之が歌唱した楽曲。あるいは同楽曲を収録したシングル。

## 概要
1980年、テイチクレコードからシングルとして発売（品番：RS-209）。
1980年4月 - 5月に、NHKの『みんなのうた』で放送。後に石原プロモーション製作のテレビドラマ『ゴリラ・警視庁捜査第8班』（テレビ朝日）でも挿入歌として使用された。また、2012年12月から2013年1月にかけてラジオでの再放送も行われた。
なお、1973年に『みんなのうた』で放送され、タイトルの読みが同じである「パパと歩こう」（歌：宍倉正信）とは全く別の楽曲である。

## シングル収録曲
1. パパとあるこう （NHK『みんなのうた』より）
  - 作詞：杉紀彦、作曲：丹羽応樹、編曲：小六禮次郎、歌：石原裕次郎、太田裕之
2. 夢織りびと
  - 作詞：杉紀彦、作曲：丹羽応樹、編曲：小六禮次郎、歌：石原裕次郎